# Lijst van voetbalinterlands Malediven - Turkmenistan
Deze lijst van voetbalinterlands is een overzicht van alle officiële voetbalwedstrijden tussen de nationale teams van de Malediven en Turkmenistan. De landen hebben tot nu toe twee keer tegen elkaar gespeeld. De eerste ontmoeting, een kwalificatiewedstrijd voor de AFC Challenge Cup 2010, werd gespeeld in Malé op 14 april 2009. Het laatste duel, een kwalificatiewedstrijd voor de Azië Cup 2015, vond plaats op 8 maart 2012 in Kathmandu (Nepal).

## Wedstrijden
| № | Plaats    | Datum         | Competitie                          | Wedstrijd                | Uitslag |
| - | --------- | ------------- | ----------------------------------- | ------------------------ | ------- |
| 1 | Malé      | 14 april 2009 | AFC Challenge Cup 2010 kwalificatie | Malediven − Turkmenistan | 1 − 3   |
| 2 | Kathmandu | 8 maart 2012  | Azië Cup 2015 kwalificatie          | Turkmenistan − Malediven | 3 − 1   |

## Samenvatting
| Competitie                     | Totaal gespeeld | Winst Malediven | Gelijk | Winst Turkmenistan | Doelsaldo Malediven – Turkmenistan |
| ------------------------------ | --------------- | --------------- | ------ | ------------------ | ---------------------------------- |
| Azië Cup-kwalificatie          | 1               | 0               | 0      | 1                  | 1 − 3                              |
| AFC Challenge Cup-kwalificatie | 1               | 0               | 0      | 1                  | 1 − 3                              |
| Totaal                         | 2               | 0               | 0      | 2                  | 2 − 6                              |

FAM · A-internationals · Maldivisch vrouwenelftal
1980 - 1989 · 
1990 - 1999 · 
2000 – 2009 · 
2010 – 2019 ·
2020 − 2029
Afghanistan ·
Bahrein ·
Bangladesh ·
Bhutan ·
Brunei ·
Cambodja ·
China ·
Comoren ·
Filipijnen ·
Guam ·
Hongkong ·
India ·
Indonesië ·
Iran ·
Jemen ·
Kirgizië ·
Laos ·
Libanon ·
Maleisië ·
Mauritius ·
Mongolië ·
Myanmar ·
Nepal ·
Oezbekistan ·
Oman ·
Pakistan ·
Palestina ·
Qatar ·
Seychellen ·
Singapore ·
Sri Lanka ·
Syrië ·
Tadzjikistan ·
Thailand ·
Turkmenistan ·
Vietnam ·
Zuid-Korea
AFFA · A-internationals · Bondscoaches · Statistieken · Turkmeens vrouwenelftal · Turkmenistan U21 · Turkmenistan U20 · Turkmenistan U19 · Turkmenistan U17
1992 – 1999 ·
2000 – 2009 ·
2010 – 2019 ·
2020 − 2029
1992 ·
1993 ·
1994 ·
1995 ·
1996 ·
1997 ·
1998 ·
1999 ·
2000 ·
2001 ·
2002 ·
2003 ·
2004 ·
2005 ·
2006 ·
2007 ·
2008 ·
2009 ·
2010 ·
2011 ·
2012 ·
2013 ·
2014 ·
2015 ·
2016 ·
2017 ·
2018 ·
2019 ·
2020 ·
2021 ·
2022
Afghanistan ·
Armenië ·
Azerbeidzjan ·
Bahrein ·
Bangladesh ·
Bhutan ·
Cambodja ·
China ·
Estland ·
Filipijnen ·
Guam ·
Hongkong ·
India ·
Indonesië ·
Irak ·
Iran ·
Japan ·
Jemen ·
Jordanië ·
Kazachstan ·
Kirgizië ·
Koeweit ·
Laos ·
Libanon ·
Litouwen ·
Malediven ·
Maleisië ·
Myanmar ·
Nepal ·
Noord-Korea ·
Oeganda ·
Oezbekistan ·
Oman ·
Pakistan ·
Palestina ·
Qatar ·
Roemenië ·
Saoedi-Arabië ·
Singapore ·
Sri Lanka ·
Syrië ·
Tadzjikistan ·
Taiwan ·
Thailand ·
Verenigde Arabische Emiraten ·
Vietnam ·
Zuid-Korea